# 1960年夏季残疾人奥林匹克运动会瑞典代表团
1960年夏季残疾人奥林匹克运动会瑞典代表团是瑞典派出的1960年夏季残疾人奥林匹克运动会代表团。未获得奖牌。